# Volvoland
Volvoland är Bricks andra studioalbum, utgivet av Dolores Recordings 1997. Skivan producerades av Pelle Gunnerfeldt och blev bandets sista för Dolores.

## Låtlista[1]
All musik är skriven av Malte Olsson, Jejo Perkovic och Patrik Instedt. All text är skriven av Nandor Hegedüs.
1. "Smisk"
2. "Skirl"
3. "Seven"
4. "Song for Peter"
5. "Play Allan"
6. "Sos"
7. "Ha Ha Ha"
8. "Slapshot"
9. "Rocketship"
10. "1982"
11. "80%"

## Personal[1]
- Bob Weston - inspelningstekniker
- Jejo Perkovic - trummor, sång (spår 4)
- Johan Bergman - fotografi
- Malte Olsson - bas
- Nandor Hegedüs - sång
- Patrick Instedt - formgivning, gitarr, fotografi
- Pelle Gunnerfeldt - producent, mixning, inspelningstekniker, mastering
- Pelle Henriksson - mastering
- Per Carlsson - formgivning, bandfotografi